# Seznam nejvyšších staveb v Praze
Tento seznam nejvyšších staveb v Praze obsahuje všechny typy staveb a řadí je dle jejich celkové výšky, tedy například včetně případných anténních konstrukcí. Již nestojící stavby jsou vyznačeny kurzívou.
| Název                                  | Výška vrcholu     | Dokončení       | Typ stavby           | Místo      | Poznámky |
| -------------------------------------- | ----------------- | --------------- | -------------------- | ---------- | --- |
| Vysílač Žižkov                         | 216 m             | 1992            | vysílač s rozhlednou | Žižkov     | televizní vysílač, unikátní ocelobetonová konstrukce tvořená trojicí svislých tubusů                                                                                             |
| Komín Spalovny Malešice                | 180 m             | 1996            | komín                | Malešice   | součást spalovny odpadů |
| Komíny Pražská teplárenská             | 160 m, 85 m, 85 m | 1986, 1970,1962 | komín                | Malešice   | |
| komín Teplárny Michle                  | 141 m             | 1981            | komín                | Michle     | |
| Motorlet Jinonice                      | 115 m             | 1984            | komín                | Jinonice   | |
| City Tower                             | 109 m             | 1993            | kancelářská          | Pankrác    | |
| City Empiria                           | 104 m             | 1977            | kancelářská          | Pankrác    | |
| V Tower                                | 103,9 m           | 2018            | rezidenční           | Pankrác    | |
| Komín Teplárny Holešovice III          | 100 m             | 1980            | komín                | Holešovice | |
| Katedrála sv. Víta, Václava a Vojtěcha | 96,5 m            | 1929            | kostel               | Hradčany   | Stavba původní rotundy zahájena cca 930, v letech 1060–1096 byla na jejím místě postavena bazilika, přestavba na katedrálu zahájena v roce 1344. Současná podoba je z roku 1929. |
| Rezidence Eliška                       | 93,6 m            | 2013            | rezidenční           | Vysočany   | |
| Palác Vinohrady                        | 90 m              | 1971            | kancelářská          | Vinohrady  | |